# Giuseppe D'Altrui
Giuseppe D'Altrui (Nápoles, 7 de abril de 1934-Pescara, 26 de febrero de 2024) fue un jugador internacional de waterpolo italiano.

## Biografía
Participó en 304 ocasiones en partidos de liga de la serie A italiana. Padre del también jugador internacion de waterpolo Marco D’Altrui.
Fue el capitán del equipo italiano que ganó la medalla de oro de los juegos olímpicos de Roma 1960.
En 2010 entró a formar parte de la lista de honor del International Swimming Hall of Fame.

## Clubs
- Rari Nantes Napoli ( Italia)
- Fiamme Oro

## Palmarés
Como jugador de la selección de Italia
- Oro en los juegos olímpicos de Roma 1960